# 마쓰나가 아키라 (1914년)
마쓰나가 아키라(일본어: 松永 行, 1914년 9월 21일 ~ 1943년 1월 20일)는 일본의 전 축구 선수이다.

## 선수 시절
1914년 9월 21일 일본 시즈오카현 야이즈시에서 태어나 쓰쿠바 대학에 재학 도중 1936년 하계 올림픽에 출전해 1924년 하계 올림픽 동메달팀이자 당시 세계 최강팀인 스웨덴과의 1라운드에서 극적인 역전 결승골을 터뜨리며 팀의 8강 진출을 이끌었는데 당시 여러 언론들은 이 경기를 두고 베를린의 기적으로 명명했다.

## 사망
올림픽 바로 다음 해인 1937년 일본 제국 육군에 입대해 제230보병연대 중위로 제2차 세계 대전에 참전했지만 약 6년 뒤인 1943년 1월 20일 솔로몬 제도 과달카날 전역에서 28세의 나이로 전사했다.

## 통계
| 일본 | 일본 | 일본 |
| 연도 | 출전 | 득점 |
| ---- | ---- | ---- |
| 1936 | 2    | 1    |
| 통산 | 2    | 1    |

## 대회 기록
- 하계 올림픽 : 8강 (1936)